# Fletcher Henderson
Fletcher "Smack" Hamilton Henderson Jr. (18. december 1897 – 29. december 1952) var en amerikansk orkesterleder, arrangør og pianist.
I 1920 kom han til New York og valgte jazzen som levevej. I 1923 dannede han sit første band med en række af jazzens betydeligste solister såsom Coleman Hawkins, Louis Armstrong og saxofonisten Don Redman.
I midten af 1930'erne overtog Benny Goodman flere af orkesterets arrangementer og Henderson medvirkede derefter hovedsagelig som pianist i forskellige sammenhænge.